# Villanueva de Campeán
Villanueva de Campeán ist ein nordwestspanischer Ort und eine Gemeinde (municipio) mit nur noch 117 Einwohnern (Stand: 2024) im Süden der Provinz Zamora in der Autonomen Gemeinschaft Kastilien-León. 

## Lage und Klima
Villanueva de Campeán liegt am Rand der Kastilischen Hochebene (Meseta Iberica) in einer Höhe von ca. 765 m.Die Provinzhauptstadt Zamora ist gut 17 km (Fahrtstrecke) in nordnordöstlicher Richtung entfernt. Das gemäßigte Kontinentalklima wird nur selten vom Atlantik beeinflusst; Regen (ca. 507 mm/Jahr) fällt vorwiegend im Winterhalbjahr.

## Bevölkerungsentwicklung
| Jahr      | 1970 | 1981 | 1991 | 2001 | 2011 | 2021 |
| Einwohner | 325  | 227  | 219  | 192  | 148  | 116  |

## Sehenswürdigkeiten
- Reste des Franziskanerkonvents an der Vía de la Plata
- Nikolauskirche

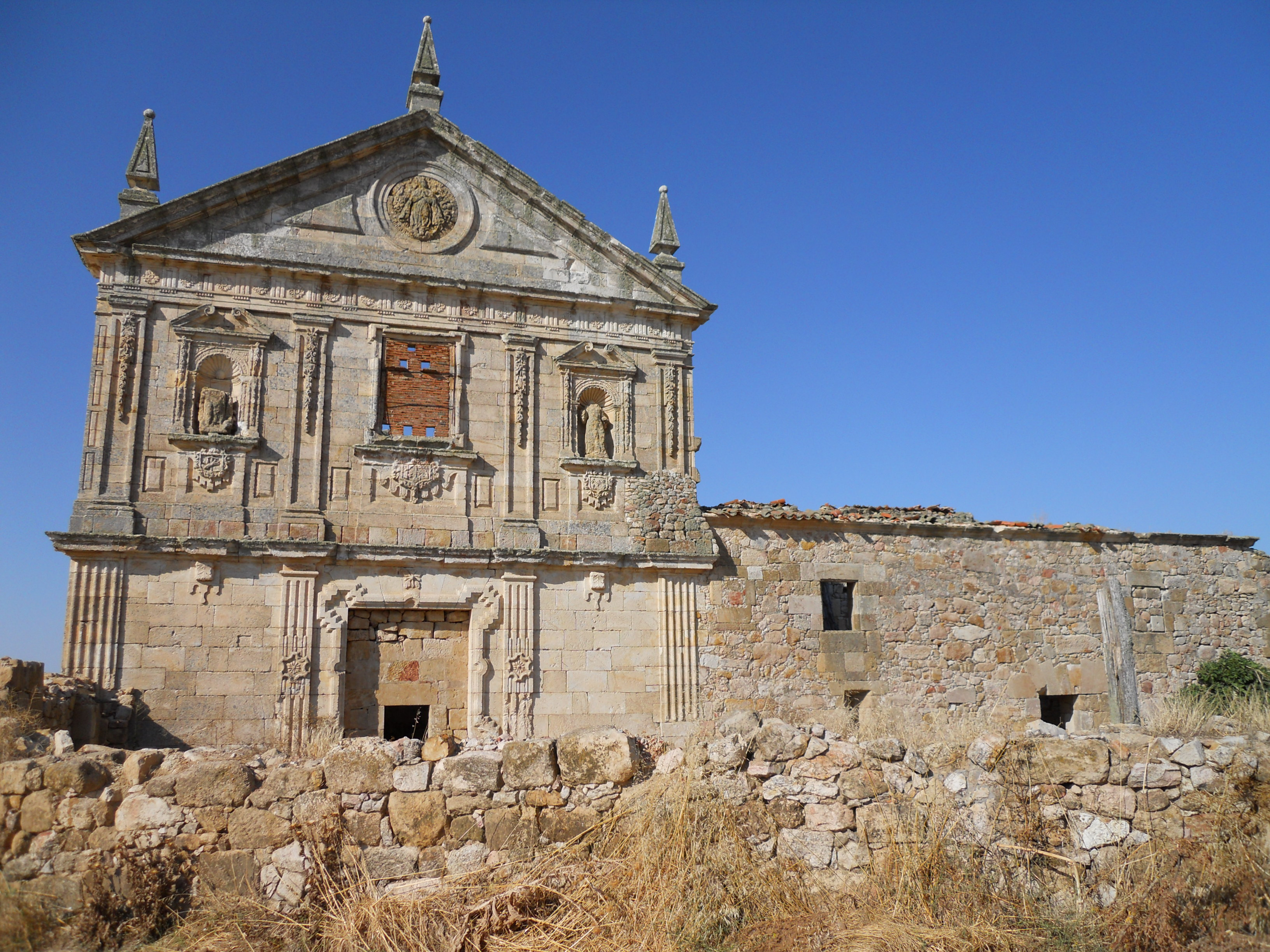
Reste des Franziskanerkonvents